# Dunsfold
Dunsfold est une paroisse civile et un village du Surrey, en Angleterre.